# Johan de Kock
Johan de Kock (* 25. Oktober 1964 in Sliedrecht) ist ein ehemaliger niederländischer Fußballspieler.
De Kock begann seine Karriere beim FC Groningen. 1987 wechselte er zum FC Utrecht. Von 1994 bis 1996 spielte er für Roda Kerkrade. Zur Saison 1996/97 wechselte er zum FC Schalke 04. Mit dem FC Schalke 04 gewann er 1997 den UEFA-Pokal. In der zweiten Runde erzielte er im Rückspiel gegen Trabzonspor zwei Treffer. Nach der Saison 1999/2000 musste er seine Karriere verletzungsbedingt beenden.
Mit der niederländischen Fußballnationalmannschaft nahm de Kock an der Fußball-Europameisterschaft 1996 teil. Er kam dort in vier Spielen zum Einsatz.
Als studierter Straßen- und Wasserbau-Ingenieur war er auch am Bau der Arena auf Schalke beteiligt.
Als Trainer war er bislang im Amateurbereich tätig. Zunächst war er zwei Jahre bei der vv Rheden, ehe er bei De Graafschap und Roda Kerkrade weitere praktische Erfahrung als Praktikant erlangte. Anschließend war er zwei Jahre bei Germania aus Groesbeek, die er im ersten Jahr auf den zweiten, im zweiten Jahr auf den ersten Platz ihrer Liga brachte. Während der Saison 2008/09 übernahm de Kock das Traineramt beim Groesbeeker Lokalrivalen De Treffers, der in der höchsten Amateurklasse spielte. In der folgenden Saison wurden die Treffers Meister und stiegen in die Topklasse auf, in der sie 2010 den fünften Platz erreichten. Als sein Team im Oktober der Spielzeit 2010/11 lediglich den zehnten Rang belegte und nur drei Punkte Vorsprung vor einem Abstiegsplatz hatte, beendete der Verein die Zusammenarbeit.
Im Dezember 2013 wurde de Kock für drei Jahre in den Aufsichtsrat des Koninklijke Nederlandse Voetbal Bond berufen.